# Pelle Køster
Pelle Køster Mikkelsen (født 25. april 2003 i København) er en cykelrytter fra Danmark, der kører for Decathlon AG2R La Mondiale Development.